# Cal Panissa
Cal Panissa o Cal Panissar és un masia situada al municipi Riner, a la comarca catalana del Solsonès.